# Bela, Koroška (pri Rebrci)
Bela (nemško Weißenbach) je naselje v Občini Železna Kapla - Bela v Okraju Velikovec na Koroškem v Avstriji.